# 国家情报中心
国家情报中心（西班牙語：Centro Nacional de Inteligencia，缩写CNI）是西班牙政府对内和对外情报机构。它由阿斯纳尔政府于2002年组建，前身是国家高级防御情报中心。

## 历史
国家情报中心在设立之初归属国防部管辖。2011年，拉霍伊上任首相后，将国家情报中心更改为总统府的下级机构。但在2018年桑切斯上台后，重新将其分配给国防部管理。

## 历任领导
- 豪尔赫·德斯卡利亚尔·曼萨内多（2002年–2004年）
- 阿尔韦托·塞斯·科尔特斯（2004年–2009年）
- 费利克斯·桑斯·罗尔丹（2009年–2019年）
- 帕斯·埃斯特万·洛佩斯（女）（2019年–）